# 马尔塞扬
马尔塞扬（法語：Marseillan，法語發音：[maʁsɛjɑ̃]）是法国埃罗省的一个市镇，位于该省南部，属于蒙彼利埃区。

## 地理
马尔塞扬（43°21'23"N, 3°31'40"E）面积51.71 平方千米，位于法国奧克西塔尼大區埃罗省，该省份为法国南部沿海省份，南濒地中海，西南接奥德省，西北接塔恩省和阿韦龙省，东北与加尔省接壤。
与马尔塞扬接壤的市镇（或旧市镇、城区）包括：阿格德、弗洛朗萨克、梅兹、波梅罗勒、塞特。

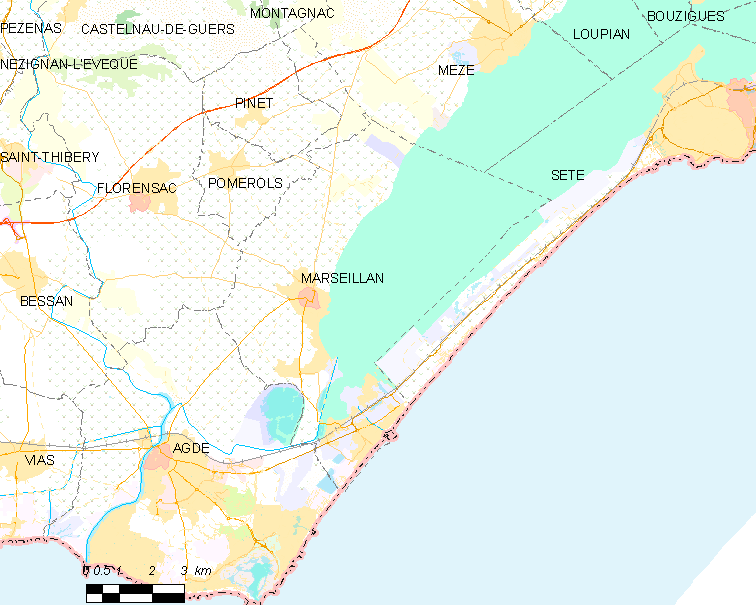
马尔塞扬的OSM定位图

马尔塞扬的时区为UTC+01:00、UTC+02:00（夏令时）。

## 行政
马尔塞扬的邮政编码为34340，INSEE市镇编码为34150。

## 政治
马尔塞扬所属的省级选区为阿格德县。

## 人口

1962-2008年间马尔塞扬人口变化图示

马尔塞扬于2022年1月1日时的人口数量为8047人。